# BeNe League 2015/16
Die BeNe League 2015/16 war die erste Saison der gemeinsamen höchste Eishockeyliga Belgiens und der Niederlande. An ihr nahmen 16 Mannschaften teil.

## Teilnehmer
Für die Liga konnten sich die Clubs der bisherigen belgischen Eredivise sowie der niederländischen Eredivise und der Eerste divisie bewerben. Die 18 interessierten Mannschaften wurden für die erste Saison in zwei Gruppen eingeteilt (in Klammern Liga 2014/15):
| Gruppe A - Amstel Tijgers Amsterdam (Eerste divisie NL) - Phantoms Antwerp (Eredivisie Belgien) - Hijs Hokij Den Haag (Eerste divisie NL) - Dordrecht Lions (Eerste divisie NL) - Heerenveen Flyers (Eredivisie NL) - HYC Herentals (Eredivisie NL) - Turnhout Tigers (Eredivisie Belgien) - Zoetermeer Panters (Eerste divisie NL) - GIJS Bears Groningen (Eerste divisie NL) | Gruppe B - Red Eagles 's-Hertogenbosch - Eindhoven Kemphanen (Eredivisie NL) - Eaters Geleen (Eredivisie NL) - Olympia Heist op den Berg (Eredivisie Belgien) - Chiefs Leuven (Eredivisie Belgien) - Bulldogs de Liège (Eredivisie Belgien) - Nijmegen Devils (Eerste divisie NL) - Tilburg Trappers II (Eerste divisie NL) - Utrecht Dragons (Eerste divisie NL) |

Utrecht zog im Juni die Bewerbung zurück. Die GIJS Bears Groningen zogen sich kurz vor Saisonbeginn in die Eerste divisie zurück.
Die Mannschaften durften zwei Importspieler einsetzen. Niederländische und Belgische Spieler zählten nicht als Importspieler, ebenso Spieler mit anderen Staatsangehörigkeiten, die seit mindestens vier Jahren in den Niederlanden oder in Belgien spielten.

## Modus
Innerhalb jeder Gruppe wurde eine Einfachrunde (Hin- und Rückspiel) gespielt. Dazu spielte jede Mannschaft aus Gruppe A einmal gegen jede Mannschaft in Gruppe B, entweder zu Hause oder auswärts. Damit kam jede Mannschaft auf 22 Spiele.
Die ersten vier Clubs jeder Gruppe qualifizierten sich für die Play-offs. Hier wurden die Viertelfinale im Best-of-Two, Halbfinale und Finale im Best-of-Three ausgetragen.
Der Sieger der BeNe League war gleichzeitig Landesmeister seines Landes. War der Finalist aus dem anderen Land, war er Landesmeister seines Landes. Andernfalls spielten die beiden bestplatzierten Mannschaften des anderen Landes parallel zum Finale der BeNe League die Landesmeisterschaft aus.
Die Teilnehmer der Play-offs qualifizierten sich für die 1. Division der BeNe League 2016/17, während die restlichen Mannschaften in die 2. Division eingeteilt werden sollten. Diese Einteilung in zwei Klassen entfiel jedoch noch vor der nächsten Saison, da sich sonst zu wenig Mannschaften für eine weitere Teilnahme gemeldet hätten.

## Hauptrunde

### Gruppe A
|    | Mannschaft               | Sp | S3 | S2 | N1 | N0 | Tore   | Diff. | Pkte |
| -- | ------------------------ | -- | -- | -- | -- | -- | ------ | ----- | ---- |
| 1. | HYC Herentals            | 22 | 20 | 0  | 0  | 2  | 207:45 | +162  | 60   |
| 2. | Flyers Heerenveen        | 22 | 19 | 1  | 0  | 2  | 137:42 | +95   | 59   |
| 3. | Hijs Hokij Den Haag      | 22 | 13 | 3  | 2  | 4  | 111:64 | +47   | 47   |
| 4. | Amstel Tijgers Amsterdam | 22 | 13 | 3  | 0  | 6  | 111:81 | +30   | 45   |
| 5. | Panters Zoetermeer       | 22 | 12 | 2  | 1  | 7  | 123:83 | +40   | 41   |
| 6. | Phantoms Deurne          | 22 | 5  | 2  | 2  | 13 | 81:140 | −59   | 21   |
| 7. | Turnhout Tigers          | 22 | 7  | 0  | 1  | 14 | 71:129 | −58   | 20   |
| 8. | Dordrecht Lions          | 22 | 1  | 1  | 1  | 19 | 37:148 | −111  | 6    |

Abkürzungen: Sp = Spiele, S3 = Siege, S2 = Siege nach Verlängerung oder Penaltyschießen, N1 = Niederlagen nach Verlängerung oder Penaltyschießen, N0 = Niederlagen
Qualifiziert für die Playoffs

### Gruppe B
|    | Mannschaft                   | Sp | S3 | S2 | N1 | N0 | Tore   | Diff. | Pkte |
| -- | ---------------------------- | -- | -- | -- | -- | -- | ------ | ----- | ---- |
| 1. | Laco Eaters Limburg          | 22 | 16 | 0  | 0  | 6  | 118:70 | +48   | 48   |
| 2. | Tricorps Tilburg Trappers II | 22 | 11 | 1  | 2  | 8  | 94:84  | +10   | 37   |
| 3. | Bulldogs de Liège IHC        | 22 | 10 | 1  | 1  | 10 | 83:88  | −5    | 30   |
| 4. | Ahoud Devils Nijmegen        | 22 | 8  | 3  | 0  | 11 | 63:83  | −20   | 26   |
| 5. | IHCL Leuven Chiefs           | 22 | 8  | 1  | 0  | 13 | 80:96  | −16   | 24   |
| 6. | Dolphin Eindhoven Kemphanen  | 22 | 6  | 0  | 6  | 10 | 86:117 | −31   | 24   |
| 7. | Olympia Heist op den Berg    | 22 | 4  | 2  | 2  | 14 | 80:151 | −71   | 18   |
| 8. | Red Eagles s'Hertogenbosch   | 22 | 2  | 1  | 3  | 16 | 61:122 | −61   | 11   |

Abkürzungen: Sp = Spiele, S3 = Siege, S2 = Siege nach Verlängerung oder Penaltyschießen, N1 = Niederlagen nach Verlängerung oder Penaltyschießen, N0 = Niederlagen
Qualifiziert für die Playoffs

## Play-offs
In den Playoffs wurden die nationalen Meister sowie der Sieger der BeNe League ermittelt. Alle Spiele wurden „Überkreuz“ ausgespielt. Im Viertelfinale galt der Modus „Hin- und Rückspiel“, im Halbfinale und Finale „best-of-three“.
|  | Viertelfinale                | Viertelfinale       | Viertelfinale |                     |   | Halbfinale | Halbfinale |  |  | Finale | Finale |
|  |                              |                     |               |                     |   |            |            |  |  |        |        |
|  | HYC Herentals                | 12                  | 6             |                     |   |            |            |  |  |        |        |
|  | Ahoud Devils Nijmegen        | 3                   | 1             |                     |   |            |            |  |  |        |        |
|  | Ahoud Devils Nijmegen        | 3                   | 1             | HYC Herentals       | 2 |            |            |  |  |        |        |
|  |                              |                     |               | HYC Herentals       | 2 |            |            |  |  |        |        |
|  |                              | Hijs Hokij Den Haag | 0             |                     |   |            |            |  |  |        |        |
|  | Tricorps Tilburg Trappers II | Hijs Hokij Den Haag | 0             | 4                   | 2 |            |            |  |  |        |        |
|  | Tricorps Tilburg Trappers II |                     |               | 4                   | 2 |            |            |  |  |        |        |
|  | Hijs Hokij Den Haag          | 3                   | 5             |                     |   |            |            |  |  |        |        |
|  | Hijs Hokij Den Haag          | 3                   | 5             | HYC Herentals       | 2 |            |            |  |  |        |        |
|  |                              |                     |               |                     |   |            |            |  |  |        |        |
|  |                              | Flyers Heerenveen   | 1             |                     |   |            |            |  |  |        |        |
|  | Laco Eaters Limburg          | Flyers Heerenveen   | 1             | 3                   | 6 |            |            |  |  |        |        |
|  | Laco Eaters Limburg          |                     |               | 3                   | 6 |            |            |  |  |        |        |
|  | Amstel Tijgers Amsterdam     | 4                   | 3             |                     |   |            |            |  |  |        |        |
|  | Amstel Tijgers Amsterdam     | 4                   | 3             | Laco Eaters Limburg | 0 |            |            |  |  |        |        |
|  |                              |                     |               | Laco Eaters Limburg | 0 |            |            |  |  |        |        |
|  |                              | Flyers Heerenveen   | 2             |                     |   |            |            |  |  |        |        |
|  | Flyers Heerenveen            | Flyers Heerenveen   | 2             | 6                   | 6 |            |            |  |  |        |        |
|  | Flyers Heerenveen            |                     |               |                     | 6 |            |            |  |  |        |        |
|  | Bulldogs de Liège IHC        | 1                   | 0             |                     |   |            |            |  |  |        |        |

### Viertelfinale
| Paarung                                            | Gesamt | Spiel 1 | Spiel 2 |
| -------------------------------------------------- | ------ | ------- | ------- |
| HYC Herentals – Ahoud Devils Nijmege               | 18-4   | 12:3    | 6:1     |
| Tricorps Tilburg Trappers II – Hijs Hokij Den Haag | 6-8    | 4:3     | 2:5     |
| Laco Eaters Limburg – Amstel Tijgers Amsterdam     | 9-7    | 3:4     | 6:3     |
| Flyers Heerenveen – Bulldogs de Liège IHC          | 12-1   | 6:1     | 6:0     |

### Halbfinale
| Paarung                                 | Serie | Spiel 1 | Spiel 2 | Spiel 3 |
| --------------------------------------- | ----- | ------- | ------- | ------- |
| HYC Herentals – Hijs Hokij Den Haag     | 2-0   | 5:2     | 7:2     | -       |
| Laco Eaters Limburg – Flyers Heerenveen | 0-2   | 3:5     | 3:8     | -       |

### Finale
| Paarung                           | Serie | Spiel 1   | Spiel 2 | Spiel 3 |
| --------------------------------- | ----- | --------- | ------- | ------- |
| HYC Herentals – Flyers Heerenveen | 2-1   | 5:4 n. V. | 3:6     | 5:3     |

Die Mannschaft des HYC Herentals ist somit der erste Sieger der BeNe League und zugleich belgischer Meister der Saison 2015/2016. Der unterlegene Finalist aus Heerenveen darf sich zumindest mit dem Titel des niederländischen Eishockeymeisters trösten.